# Hervé (compositeur)
Pour les articles homonymes, voir Hervé.
Louis-Auguste-Florimond Ronger, dit Hervé né le 30 juin 1825 à Houdain et mort le 3 novembre 1892 à Paris 16e, est un compositeur, auteur dramatique, acteur, chanteur, metteur en scène et directeur de troupe français.
Il est le rival — et néanmoins ami — de Jacques Offenbach. Il est le père d'Emmanuel Ronger, également acteur et auteur dramatique, connu sous le nom de Gardel-Hervé (1847-1926).

## Biographie
Orphelin de père à dix ans, Florimond Ronger monte à la capitale où il devient choriste à l’église Saint-Roch, puis élève du compositeur Daniel-François-Esprit Auber au Conservatoire, avant d’être nommé organiste de Bicêtre puis de Saint-Eustache en 1845. Il arrondit ses fins de mois au théâtre comme pianiste et acteur de complément, sous le pseudonyme d’Hervé, comme le fera, quelques années plus tard, le personnage de Célestin-Floridor de son opérette Mam'zelle Nitouche (1883).
En cette même année 1845, le Conseil général des hospices décide, par arrêté du 30 avril, que « M. Florimond-Ronger, professeur de chant des aliénés à la Vieillesse hommes, donnera également des leçons de chant aux aliénées de la Vieillesse femmes. »
Avec le fantaisiste Joseph Kelm, il compose en 1847 une pochade, Don Quichotte et Sancho Pança, considérée comme la première « opérette ». Chef d’orchestre de l’Odéon puis du théâtre du Palais-Royal, il reprend en 1854 un café-concert du boulevard du Temple, les Folies-Mayer, où il fait construire une petite scène inaugurée le 3 février 1854 sous le nom de Folies-Concertantes. Il y présente des opérettes à deux personnages de sa composition (Le Compositeur toqué, La Fine Fleur de l’Andalousie, Un drame en 1779...) aux côtés de Kelm, ainsi que des pantomimes écrites et interprétées par Paul Legrand.
Il cède son fauteuil à Louis Huart et Marie-Michel Altaroch quelques mois plus tard, conservant néanmoins la direction artistique de la salle qui rouvre le 21 octobre à l'enseigne des Folies-Nouvelles. Tout en continuant à composer, Hervé programme aussi les œuvres de jeunes musiciens comme Jacques Offenbach (Oyayaye ou la Reine des îles) ou Léo Delibes (Deux sous de charbon). La troupe s’étoffe rapidement, avec l’arrivée notable en octobre 1855 de José Dupuis qu’Hervé débauche du théâtre du Luxembourg-Bobino.
Un événement le contraint à quitter ses fonctions officielles en août 1856 (il continuera à composer des partitions sous divers pseudonymes) : le 10 novembre, Hervé comparaît à Paris en cour d’assises pour détournement de mineur. Il est condamné à trois ans de prison mais n’effectue que la moitié de sa peine, soit dix-huit mois, à la prison de Mazas.
Grand voyageur, il se produit en province comme chanteur avant de se réinstaller à Paris (Offenbach ayant obtenu entre-temps l’assouplissement des règles qui régissent les pièces musicales), où il prend la direction musicale des Délassements-Comiques. Les Chevaliers de la Table ronde, opéra-bouffe en 3 actes, livret de Chivot et Duru, qu’il donne aux Bouffes-Parisiens est la première des grandes opérettes du « compositeur toqué » comme on le surnomme en référence à son œuvre de jeunesse. Suivront L’Œil crevé (1867), Chilpéric (1868) et Le Petit Faust (1869) qui rencontrent un succès considérable aux Folies-Dramatiques, dont il vient de prendre la direction.
En 1878, il tient le rôle de Jupiter dans une reprise d’Orphée aux enfers sous la direction d’Offenbach lui-même puis commence le cycle qu’il compose pour Anna Judic, l’étoile du théâtre des Variétés : La Femme à papa (1879), La Roussotte (1881), Lili (1882) et enfin Mam'zelle Nitouche (1883) sur des livrets du mari de celle-ci, Albert Millaud.
En 1886, Hervé quitte Paris pour Londres où il se produit régulièrement depuis 1870. De 1887 à 1889, il compose une série de ballets pour l’Empire Theatre (en). Il rentre en France en 1892 où il donne une ultime Bacchanale peu de temps avant sa mort, le 3 novembre 1892.
Le 20 novembre 1983, une plaque commémorative a été apposée sur la maison natale du compositeur (36 rue Roger Salengro à Houdain) en présence de son biographe Jacques Rouchouse.

## Rencontre avec Richard Wagner
« Ici se place une entrevue, un dîner dans lequel Hervé fut présenté à Richard Wagner.
C’était à Paris chez un Allemand nommé Albert Beckmann, bibliothécaire du prince Louis-Napoléon, et, de plus, vaguement journaliste, vaguement correspondant des théâtres germaniques, vaguement agent diplomatique secret, et officiellement secrétaire de l’obligeant banquier allemand Émile d'Erlanger dont le cœur généreux s’exerçait sans relâche à protéger, à tirer d’embarras quelques artistes.
Donc chez Albert Beckmann se trouvaient invités ce soir-là : Auguste Nefftzer, qui fut le fondateur du journal Le Temps, Dréolle, un chroniqueur de la presse bordelaise qui s’était fixé à Paris, Gaspérini, le critique musical, long comme un jour sans pain, violent et sectaire, qui ne manquait pas une occasion de manifester sa ferveur pour la « religion » wagnérienne en train de se fonder, et le grand Richard Wagner, sombre, hargneux, digérant mal l’accueil injuste et discourtois de Tannhäuser à l’Opéra. Au cours du dîner, Wagner et Hervé, que la maîtresse de maison avait placés l’un à côté de l’autre, étaient entrés en sympathie.
— J’écris mes livrets moi-même, lui avait dit Richard Wagner, car je n’ai trouvé personne qui puisse comprendre mon esthétique : une œuvre dramatique vivante, où l’action ne soit pas un imbroglio, mais le développement d’un caractère, d’une passion.
— Et moi aussi, répliqua Hervé, je procède comme vous : je fais mes livrets moi-même, mais pour des raisons différentes de celles que vous invoquez.
Et Hervé de développer à son interlocuteur, qui y prenait un intérêt marqué, ses théories sur la dose nécessaire d’insanité d’un livret d’opérette, dose qui devait, d’après lui, émaner du même cerveau que la musique, et aussi ses idées sur la prosodie spéciale du genre que bien peu de librettistes étaient à même de connaître et de mettre en pratique.
À la fin du dîner, Hervé et Wagner étaient devenus les meilleurs amis du monde ; partis de points de vue tout différents, de prémisses tout opposées, ils avaient abouti à des conclusions semblables.
Au moment du café, on continua à échanger des vues sur l’art, on fuma, on but. Hervé se mit au piano. Ce fut sur le clavier le défilé de ces musiques abracadabrantes, le Hussard persécuté, la Fine Fleur de l’Andalousie, peut-être même des esquisses de l’Œil crevé, d’autres encore, qui firent les frais de la soirée. Hervé, qui était timide, s’était enhardi parce qu’il avait trouvé le plus sympathique des auditoires : mieux encore, Richard Wagner riait, s’esclaffait.
Et lorsque, rentré dans son pays, l’auteur de Lohengrin, interrogé sur ce qu’il pensait de la musique française, répondit : « Un musicien français m’a étonné, charmé, subjugué : ce musicien c’est Hervé », il ne fit que rendre l’hommage du souvenir à ce compositeur qui lui avait, chez le journaliste Albert Beckmann, fait passer de si joyeux moments. »

## Œuvres

### Opéras-bouffes, opérettes
- L’Ours et le Pacha (1 acte, 1842)
- Don Quichotte et Sancho Pança (1 acte, 1847)
- Les Gardes françaises (1 acte, 1849)
- Passiflor et Cactus (1 acte, 1851)
- L’Enseignement mutuel (1 acte, 1852)
- Roméo et Mariette (1 acte, 1852)
- Les Folies dramatiques (5 actes, 1853)
- Prologue d’ouverture (1 acte, 1854)
- La Perle de l’Alsace (1 acte, 1854)
- Un mari trompette (1 acte, 1854)
- Le Compositeur toqué (1 acte, 1854)
- Amour, Poésie et Turlupinade (1 acte, 1854)
- Les Folies nouvelles (1 acte, 1854)
- La Caravane de l’amour (1 acte, 1854)
- La Fine Fleur de l’Andalousie (1 acte, 1854)
- La Belle Créature (1 acte, 1855)
- Vadé au cabaret ! (1 acte, 1855)
- L’Intrigue espagnole ou la Sérénade à coups de bâton (1 acte, 1855)
- Le Sergent Laramée (1 acte, 1855)
- Fanfare (1 acte, 1855)
- Un drame en 1779 (1 acte, 1855)
- Latrouillat et Truffaldini ou les Inconvénients d’une vendetta infiniment trop prolongée (1 acte, 1855)
- Un ténor très léger, paroles de René Lordereau (1 acte, 1855)
- Le Testament de Polichinelle (1 acte, 1855)
- Le Trio d’enfoncés, épisode de la vie commerciale (1 acte, 1855)
- Fifi et Nini (1 acte, 1856)
- Agamemnon ou le Chameau à deux bosses (1 acte, 1856)
- Toinette et son carabinier (1 acte, 1856)
- Femme à vendre (1 acte, 1856)
- Le Pommier ensorcelé (1 acte, 1857)
- Brin d’amour (1 acte, 1857)
- Phosphorus (1 acte, 1857)
- La Belle Espagnole (1 acte, 1858)
- Le Voiturier (1 acte, 1858)
- La Dent de sagesse (1 acte, 1858)
- L’Alchimiste (1 acte, 1858)
- Simple Histoire (1 acte, 1858)
- La Belle Nini (1 acte, 1860)
- Le Hussard persécuté (2 actes, 1862)
- La Fanfare de Saint-Cloud (1 acte, 1862)
- Le Retour d’Ulysse (1 acte, 1862)
- Le Joueur de flûte (1 acte, 1864)
- Les Toréadors de Grenade (1 acte, 1863)
- Les Troyens en Champagne (1 acte, 1863)
- Moldave et Circassienne (1 acte, 1864)
- La Liberté des Théâtres (5 actes, 1864)
- Une fantasia (1 acte, 1865)
- La Biche aux bois (5 actes, 1865)
- Les Deux Chanteurs sans place (1 acte, 1866)
- Les Chevaliers de la Table ronde (3 actes, 1866, remanié en 1872)
- L’Œil crevé (3 actes, 1867)
- Les Métamorphoses de Tartempion (1 acte, 1867)
- Le Compositeur toqué (1 acte, 1867)
- Le Pédicure (1 acte, 1867)
- L’Enfant de la troupe (1 acte, 1867)
- Clodoche et Normande (1 acte, 1867)
- Le Gardien de sérail (1 acte, 1868)
- Le Roi Amatibou (5 actes, 1868)
- Chilpéric (opéra bouffe en 3 acte, 1868)
- Entre deux vins (1 acte, 1868)
- Nini c’est fini (1 acte, 1868)
- Juliette et Dupiton (1 acte, 1868)
- Trombolino (1 acte, 1868)
- Deux portières pour un cordon (1 acte, 1869)
- Les Turcs (3 actes, 1869)
- Chilpéric (3 actes, 1869) - nouvelle version de Chiméric
- Le Petit Faust (3 actes, 1869)
- Faust passementier (1 acte, 1869)
- Une giboulée d’amoureux (1 acte, 1869)
- Aladdin II, or An Old Lamp in a New Light (3 actes, 1870) - en anglais
- Le Trône d’Écosse (3 actes, 1871)
- Les Contes de fées (1871) - en collaboration
- Les Griffes du diable (1872) - en collaboration
- Babil and Bijou (1872) - en collaboration
- La Veuve du Malabar (3 actes, 1873)
- La Cocotte aux œufs d’or (1873) - en collaboration
- A Chantee War (1874) - en anglais
- La France et la Chanson (1 acte, 1874)
- La Noce à Briochet (1 acte, 1874)
- Alice de Nevers (4 actes, 1875)
- La Belle Poule (3 actes, 1875)
- Estelle et Némorin (3 actes, 1876)
- Up the River or The Strict Kew-Tea (1 acte, 1877) - en anglais
- La Marquise des rues (3 actes, 1879)
- La Femme à papa (3 actes, 1879)
- Panurge (3 actes, 1879)
- Le Voyage en Amérique (4 actes, 1880)
- La Mère des Compagnons (3 actes, 1880)
- Les Deux Roses (1881)
- La Roussotte (3 actes, 1881) - en collaboration avec Charles Lecocq
- Lili (3 actes, 1882)
- Mam'zelle Nitouche (3 actes, 1883)
- Le Vertigo (3 actes, 1883)
- La Nuit aux soufflets (3 actes, 1884)
- La Cosaque (3 actes, 1884)
- Mam'zelle Gavroche (3 actes, 1885)
- Frivoli (3 actes, 1886) - en anglais
- Fla-Fla (3 actes, 1886)
- La Noce à Nini (3 actes, 1889)
- Les Bagatelles de la porte (1 acte, 1890)
- Bacchanale, avec Georges Bertal (3 actes, 1892)
- Le Cabinet Piperlin (3 actes, 1897- posthume)

### Revues
- Les Parisiens en voyage (1 acte, 1849)
- Le Plat du jour (5 actes, 1861)
- Le Bénéfice de Rouflaquet (5 actes, 1861)
- Les Amants de la dame de pique (1861)
- Une Revue pour rire ou Roland à Rongeveau (1 acte, 1864)
- Les Sphinx (1879)
- Cocher au Casino (1890)

### Ballets
- Dilara (1887)
- The Sports in England (1887)
- Rose d’amour (1888)
- Diana (1888)
- The Duel in the Snow (1889)
- Cleopatra (1889)
- The Paris Exhibition (1889)